# Querkanal
El Querkanal o Canal Transvers és un curt canal navegable de 400 metres al barri de Steinwerder al port d'Hamburg a Alemanya. Connecta el Reiherstieg amb la dàrsena del port de Steinwerder.

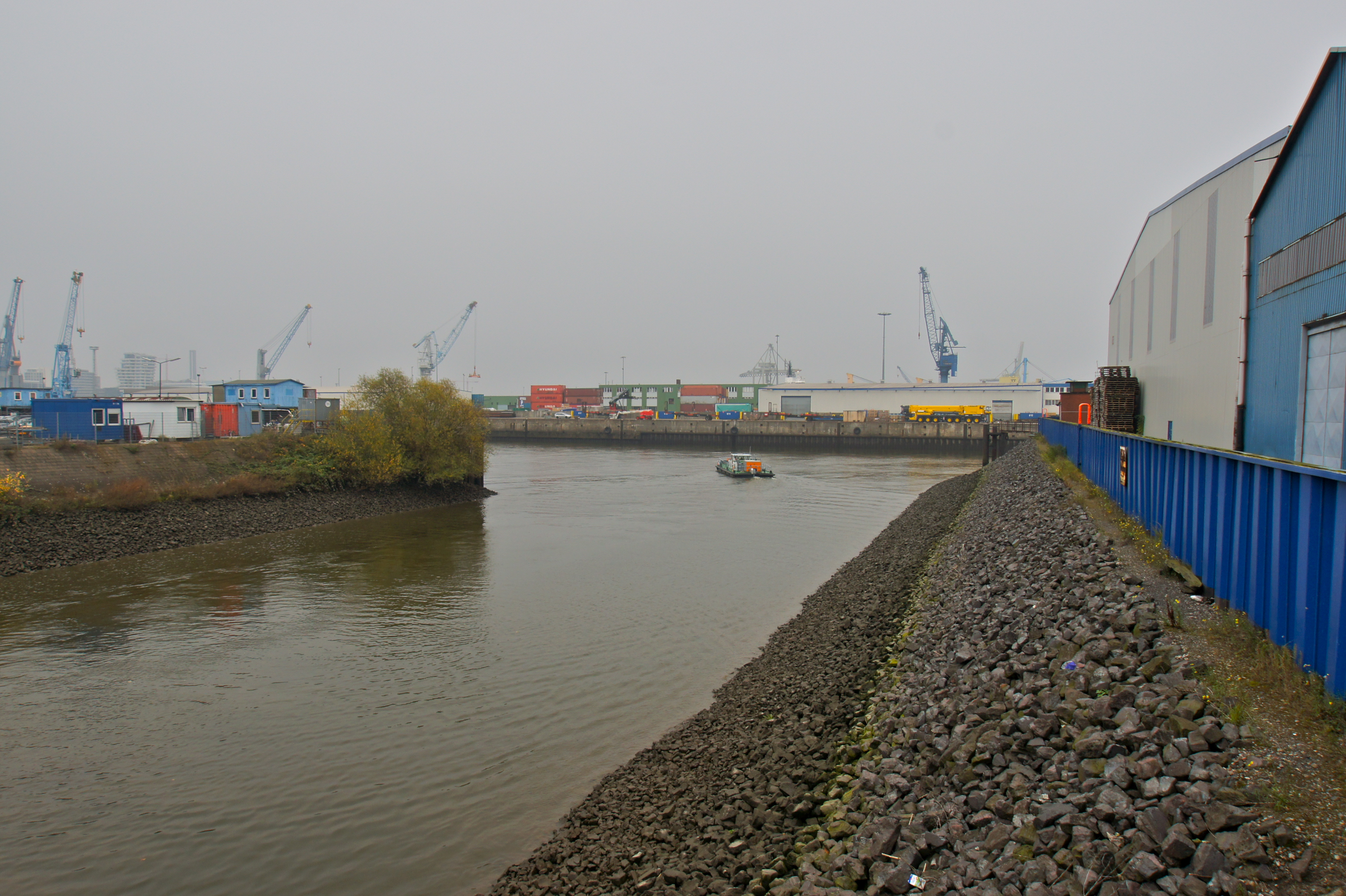
El canal en direcció del port de Steinwerder
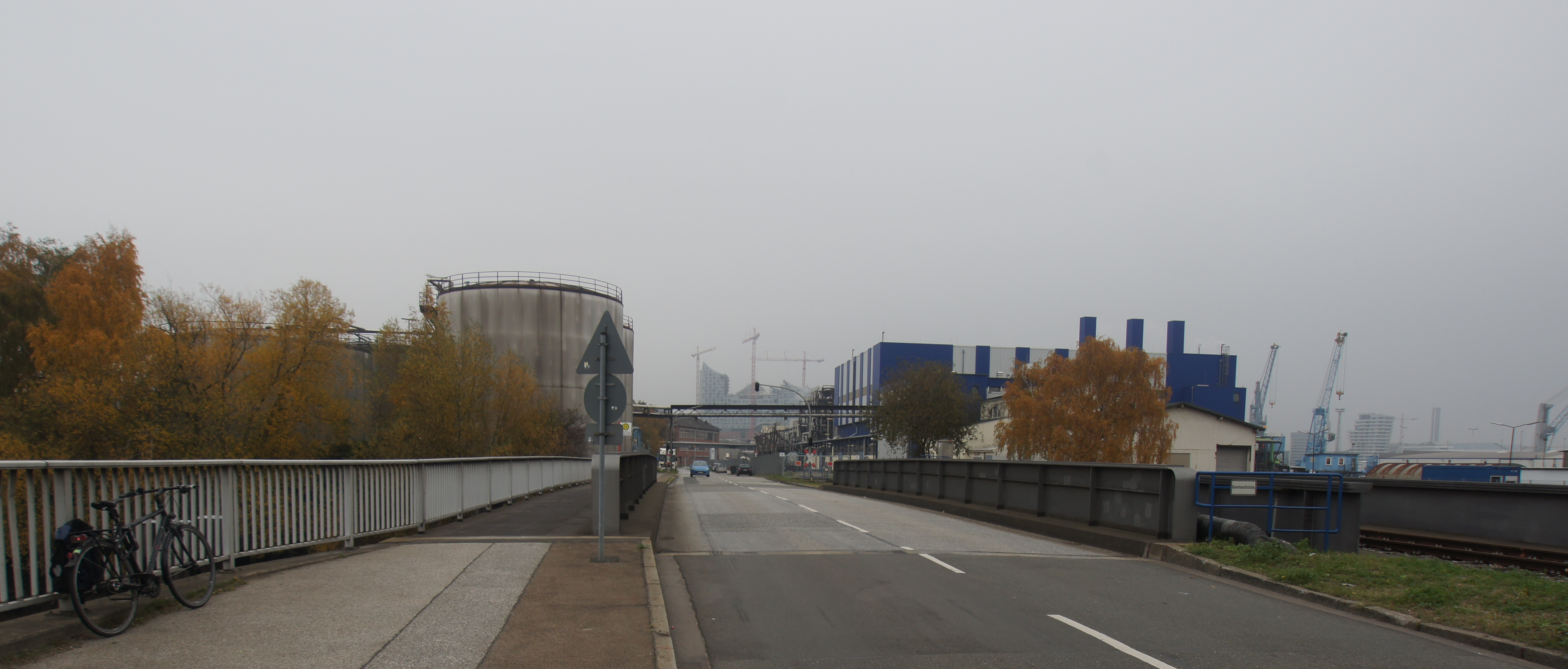
El pont del carrer Worthdamm
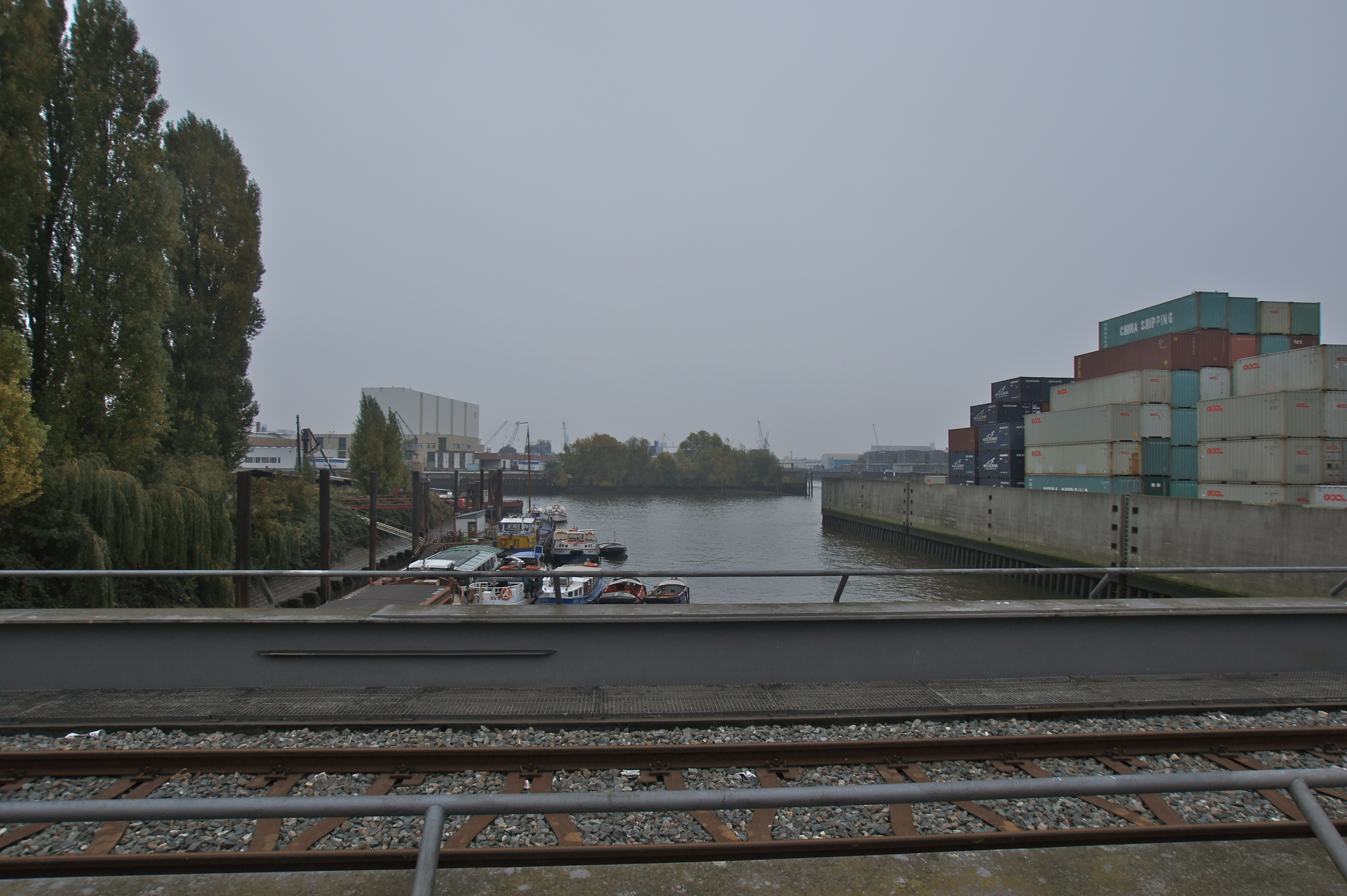
La creu dels canals de Grevenhoff, Reigerstieg i Querkanal